# Lourdes Paz
María de Lourdes Paz Reyes (Coscomatepec, Veracruz, 11 de febrero de 1983) es una abogada y política mexicana, actual alcaldesa de Iztacalco en la Ciudad de México. Es miembro del partido Movimiento de Regeneración Nacional (MORENA), en el cual ha desarrollado su carrera política. Se graduó en Derecho en la Universidad Veracruzana y tiene una especialización en Justicia Constitucional por la Universidad de Castilla-La Mancha. Anteriormente, fue diputada local por el Distrito 11 de Iztacalco-Venustiano Carranza durante dos legislaturas consecutivas y ocupó el cargo de titular de la Procuraduría de la Defensa del Trabajo. Reside en Iztacalco desde hace más de dos décadas.

## Biografía

### Estudios y formación
María de Lourdes Paz Reyes cursó la licenciatura en Derecho en la Universidad Veracruzana entre 2000 y 2004. Posteriormente, en 2019, obtuvo una especialización en Justicia Constitucional por la Universidad de Castilla-La Mancha en España. Actualmente cursa una Maestría en Derecho Constitucional y una Maestría en Derecho Laboral en el Instituto de Posgrado en Derecho.

## Trayectoria política
En 2014, participó en la fundación del Movimiento de Regeneración Nacional (MORENA) en la Ciudad de México, contribuyendo a la consolidación del partido en la alcaldía Iztacalco.
De 2015 a 2018, fue enlace distrital del Distrito 13 Federal en Iztacalco, donde organizó Comités de Base Seccionales y estructuras para la promoción y defensa del voto en las elecciones de 2017-2018.
Entre 2018 y 2021, fue diputada local por el Distrito 11 en la I Legislatura del Congreso de la Ciudad de México. Presidió la Comisión de Salud, donde participó en iniciativas como la transición de los servicios del IMSS al programa IMSS-BIENESTAR.
En septiembre de 2021, fue reelegida como diputada local por el Distrito 11. Durante la II Legislatura, continuó su labor legislativa enfocada en seguridad y desarrollo social.
En 2022, asumió el cargo de titular de la Procuraduría de la Defensa del Trabajo en la Ciudad de México, donde promovió estrategias para proteger los derechos laborales.
En 2024, fue elegida alcaldesa de Iztacalco con el respaldo de la coalición Sigamos Haciendo Historia en la CDMX, obteniendo el 49.48 % de los votos.